# Paul van Ostaijen

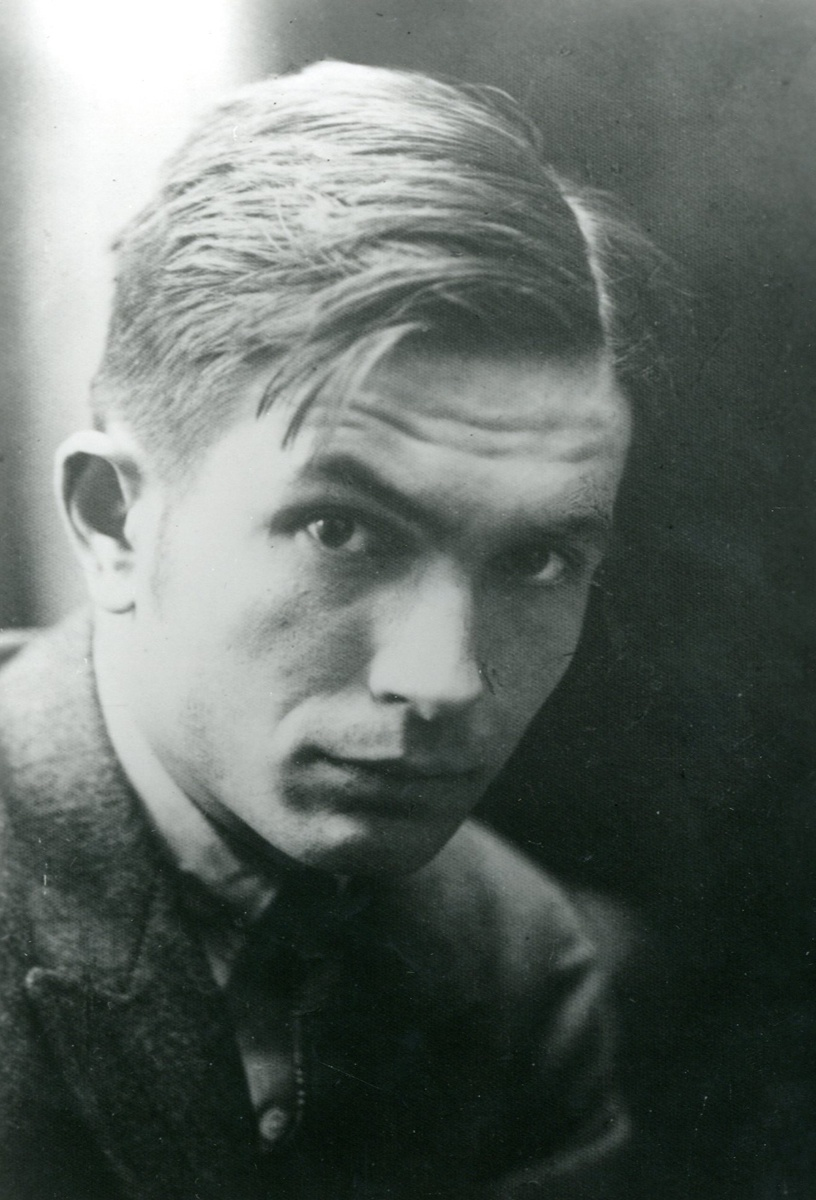
Paul van Ostaijen

Paul van Ostaijen (* 22. Februar 1896 in Antwerpen; † 18. März 1928 in Miavoye-Anthée) war ein belgischer Dichter und Groteskenschreiber.
Van Ostaijens modernistisches Werk zeugt von einem eigenwilligen und vielformigen Expressionismus, beeinflusst vom Dadaismus und dem frühen Surrealismus.
Paul van Ostaijen war ein überzeugter flämischer Nationalist und Aktivist in der Flamingant-Bewegung, deren Ziel die Emanzipation des flämischen Volkes von der wallonischen Dominierung war. Nach dem Ersten Weltkrieg musste er für kurze Zeit nach Berlin fliehen, wo er Künstler und Schriftsteller des Dadaismus und Expressionismus kennenlernte. Er stürzte in eine tiefe seelische Krise.
Nach Belgien zurückgekehrt, eröffnete er in Brüssel eine Kunstgalerie. Dort wurden die Anzeichen seines Tuberkulose-Leidens zuerst sichtbar und er starb an den Folgen dieser Krankheit im Sanatorium von Miavoye-Anthée in den Ardennen. Er liegt begraben auf dem Friedhof Schoonselhof in Antwerpen.
Seine sogenannten 'reinen Gedichte' ('zuivere lyriek') wurden postum unter dem Titel Nachgelassene Gedichte herausgegeben.

## Bibliografie

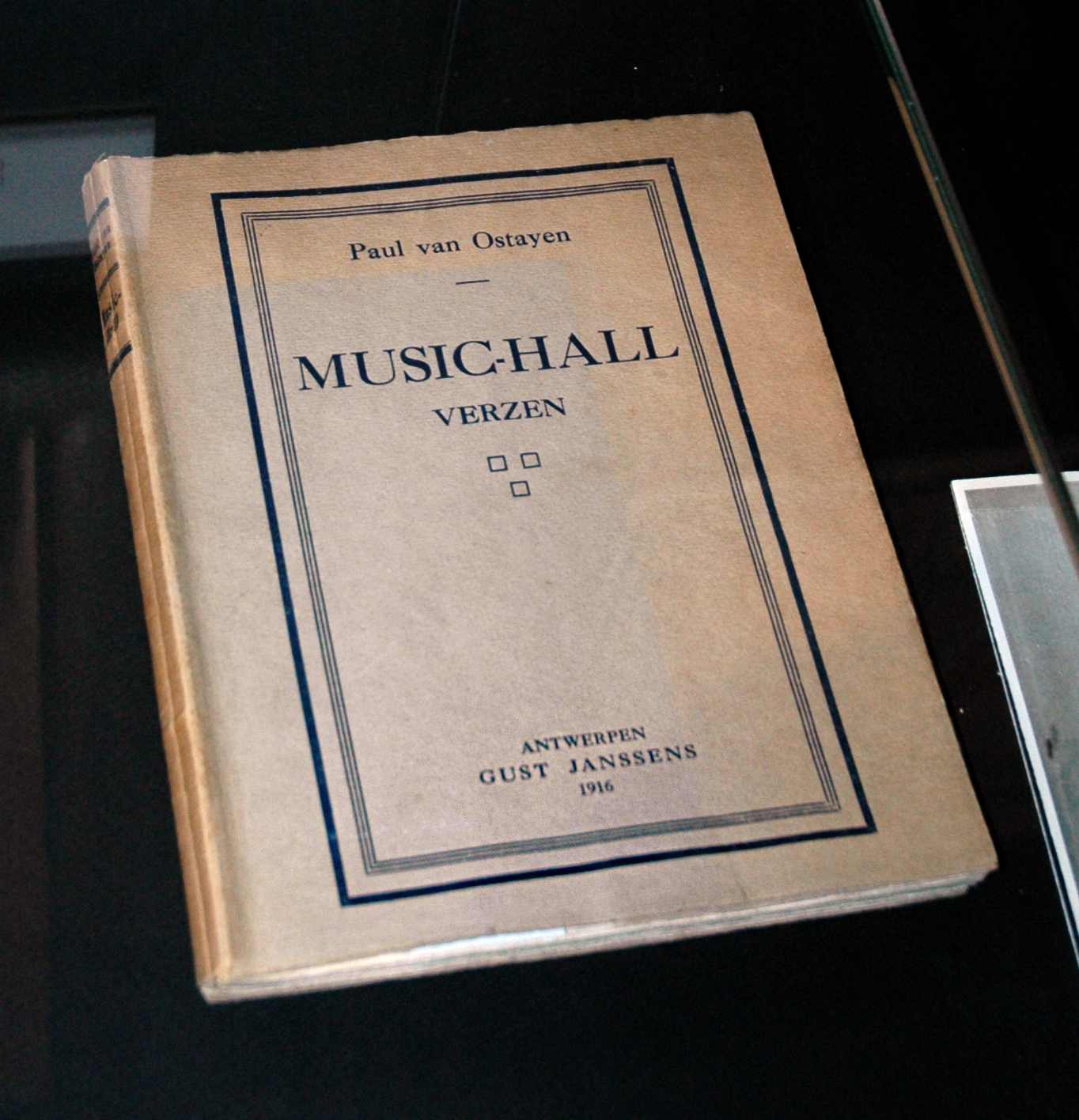
Gedichtband Music-Hall (1916)

- Music Hall (1916) (Gedichtband, Dekadentismus)
- Het Sienjaal (1918) (Gedichtband, Humanistischer Expressionismus)
- Bezette Stad (1921) (Gedichtband, Typografischer Expressionismus)
- Feesten van Angst en Pijn (geschr. 1921, postum publiziert) (Gedichtband, idem)
- De trust der vaderlandsliefde (1925, Grotesken)
- Het bordeel van Ika Loch (1926, Grotesken)
- Gebruiksaanwijzing der lyriek (Poetologischer Vortrag, 1926)
- Nagelaten gedichten (1928) (Gedichtband, Organischer Expressionismus)
- De bende van de stronk (1932, Grotesken)

## Werke in deutscher Übersetzung
- Poesie. Dt. von Klaus Reichert; Suhrkamp, Frankfurt am Main 1966.
- Grotesken. Dt. von Gerda Dyserink-Siecke; Edition Suhrkamp es 202, Suhrkamp, Frankfurt am Main 1967.
- Gedichte aus Belgien und den Niederlanden. (Gedichte von vier Autoren) Dt. von Klaus Reichert u. a.; Volk und Welt, Berlin 1977.
- Alpenjägerlied. Dt. von Josh van Soer; Edition Nautilus/Verlag Schulenburg, Hamburg 1982. ISBN 978-3-921523-65-0.
- Besetzte Stadt. Dt. von Hansjürgen Bulkowski; Edition Text + Kritik, München 1991. ISBN 978-3-88377-380-3.
- Der Pleite-Jazz. (Stummfilm-Drehbuch aus dem Jahr 1920) Dt. von Ida Rook; Friedenauer Presse, Berlin 1996. ISBN 978-3-921592-97-7.
  - Das dadaistische Drehbuch De Jazz van het Bankroet wurde 2006 von Leo van Maaren (Regie) und Frank Herrebout (Produzent) verfilmt (40 Minuten, www.roxymovies.nl) und am 5. November 2006 beim JazzFest Berlin aufgeführt.
- Das Gefängnis im Himmel. Grotesken. Dt. von Anna Eble und Andreas Lampert; Edition Hibana, Elchingen 2024, ISBN 978-3-946423-23-2.
- Besetzte Stadt. Dt. von Anna Elbe, Wunderhorn, Heidelberg 2024, ISBN 978-3-88423-710-6.